# Troy Corser
Troy Corser, né le 27 novembre 1971 à Wollongong (Australie, Nouvelle-Galles du Sud), est un pilote de vitesse moto australien, double champion du monde Superbike en 1996 et en 2005. Il a mis un terme à sa carrière moto à la fin de la saison 2011 pour devenir l'ambassadeur de la marque BMW.

## Débuts
Après avoir débuté en tout-terrain, puis entamé sa carrière sur circuits dans le championnat Production 250 cm3, Troy Corser remporte le championnat d'Australie Superbike en 1993, à 21 ans, succédant au palmarès à Mat Mladin. Troy Corser est alors appelé par Eraldo Ferracci pour piloter une Ducati dans le championnat américain Superbike. Il réussit, alors qu'il découvre les circuits US, à remporter le titre dès sa première année et devient le premier non-américain champion AMA Superbike. Troy Corser fait sa première campagne au mondial Superbike en 1995 sur une Ducati privée engagée par le team Autrichien Promotor. Dès sa première saison, Troy Corser remporte quatre victoires, 15 podiums et devient vice-champion du monde Superbike derrière le pilote officiel Ducati, Carl Fogarty.
Ce dernier quitte Ducati pour aller chez Honda pour la saison suivante. Toujours au sein de son équipe satellite, Troy Corser s'impose comme leader des pilotes Ducati et devient champion du monde Superbike en 1996 devant le néo-zélandais Aaron Slight, son coéquipier au sein du Team Promotor John Kocinski et son ancien coéquipier Carl Fogarty. Il remporte 7 courses et 13 podiums et devient le plus jeune champion du Monde Superbikes.

## La parenthèse 500 cm³
Après le titre Superbike, Troy Corser pilote en Grand Prix dans la catégorie 500 cm3. La Team Promotor quitte le Superbike et obtient des Yamaha semi-officielles, pour Luca Cadalora et Troy Corser, mais son équipe fait faillite avant même le début de saison, ses motos sont des mulets de l'équipe officielle de l'année précédente, les essais privés sont annulés, et le repreneur de l'équipe, l'Américain WCM managé par Peter Clifford, ne paie pas les pilotes et concentre les ressources du team sur Luca Cadalora, qui n'est alors pas payé non plus mais bénéficie au moins de motos de l'année. À Assen, Troy Corser informe Peter Clifford qu'il refuse de continuer à rouler dans ces conditions et, après d'ultimes tentatives d'arrangement, il quitte l'équipe. Lors de cette saison, Yamaha est très largement dominé par Honda qui remporte toutes les courses grâce à Michael Doohan, qui a remporté douze courses sur quinze disputées en 1997, dont dix consécutives.

## Retour en WSBK avec Ducati (1998-1999)
Troy Corser revient au mondial Superbike en 1998 chez Ducati au sein du team satellite monté par Virginio Ferrari, avec PierFrancesco Chili pour coéquipier. Depuis son passage chez Honda, Carl Fogarty est revenu dans l'équipe officielle Ducati dès 1997 et bénéficie d'un statut à part puisqu'il est seul pilote dans son team.
Troy s'impose dans la catégorie et, avant la dernière épreuve de l'année à Sugo, il mène au championnat. Fogarty et Slight peuvent encore rivaliser pour le titre, mais Troy s'est montré beaucoup plus rapide qu'eux lors des séances d'essais de sorte qu'il se présente en grand favori pour le titre. 
Une chute au warm up l'empêche de prendre le départ et Troy Corser laisse ses deux rivaux se disputer le titre. Carl Fogarty devient champion devant Aaron Slight. Troy Corser termine 3e, obtenant 14 podiums dont deux victoires. 
L'année suivante, Carl Fogarty refuse que Corser soit dans un team satellite, après avoir été battu dans cette configuration en 1996 et avoir failli l'être à nouveau en 1998. Ducati réunit les deux rivaux sous la bannière officielle Ducati Performance. La saison sera difficile pour l'Australien, qui s'entend mal avec Fogarty. Troy remporte trois courses et 13 podiums et termine à nouveau à la troisième place au général derrière Carl Fogarty qui remporte son quatrième titre en WSBK et l'Américain Colin Edwards.
À la fin de la saison, Troy Corser quitte Ducati pour aller chez Aprilia.

## Aprilia (2000-2001)
Lors des premiers essais, Troy Corser décrit la moto comme quasi inconduisible. Mais la moto progresse pendant l'intersaison et dès les premières courses de la saison 2000 l'Aprilia se montre performante, Troy obtenant une 4e place et une 3e place. Cela le place 2e au championnat derrière Colin Edwards. À Phillip Island, Corser remporte sa première victoire en WSB. Troy Corser doit faire face à une nouvelle génération de pilotes comme Colin Edwards, Noriyuki Haga ou encore Troy Bayliss (remplaçant de Carl Fogarty). Troy Corser termine troisième du championnat derrière l'américain Colin Edwards et  Noriyuki Haga (Yamaha usine) avec 5 victoires dont un doublé à Valence.
Au début de la saison 2001, Troy Corser est dominé par Troy Bayliss qui domine le WSBK saison 2001. De plus, Aprilia traverse une crise financière grave. Le développement de la moto est paralysé de sorte que, malgré un nouveau doublé en Espagne en ouverture de saison, Troy connait des problèmes mécaniques. Il réalise donc une deuxième partie de saison difficile au cours de laquelle il est parfois dominé par son coéquipier Régis Laconi. Troy Corser termine 4e du championnat derrière Bayliss, Edwards et Bostrom.
Troy Corser a été contacté par Carl Fogarty pour prendre part à un projet, la création à partir d'une feuille blanche d'une nouvelle marque de moto, à partir d'un hypersport de 900 cm3, le tout financé par la compagnie pétrolière Petronas. Avant la fin de saison 2001, Troy Corser signe un contrat de trois ans avec le team de Carl Fogarty.

## Projet Foggy Petronas (2003-2004)
C'est son ancien leader Carl Fogarty devenu patron de sa propre écurie, Foggy Petronas, qui va le faire revenir en WSBK. Initialement, il était prévu que la moto soit homologuée en cours de saison 2002, mais sa mise au point prendra du retard, de sorte que la saison 2002 est constituée uniquement d'essais privés pour Corser.
L'homologation est obtenue début 2003. La moto est relativement jeune, de plus, le règlement change pour autoriser les 4 cylindres jusqu'à 1 000 cm3 au lieu de 750 précédemment. Le 3 cylindres 900 cm3 est doublement désavantagé, au lieu de bénéficier de l'avantage escompté lors de sa conception. L'année 2003 sera la plus mauvaise saison de Corser où il n'obtiendra ni podium, ni superpole. Son meilleur classement sera une 5e place à la première course du GP d'Australie à Phillip Island. Il termine ce championnat à la 12e place.
Malgré cette saison, il reste chez Foggy Petronas pour 2004. La moto a progressé durant l'intersaison et Troy décroche deux Superpoles et une 2e place à Misano. Il termine 9e du WSBK. Carl Fogarty était prêt à le refaire signer mais il s'engagera dans l'équipe Suzuki Alstare.

## Retour au haut niveau avec Suzuki (2005-2006)

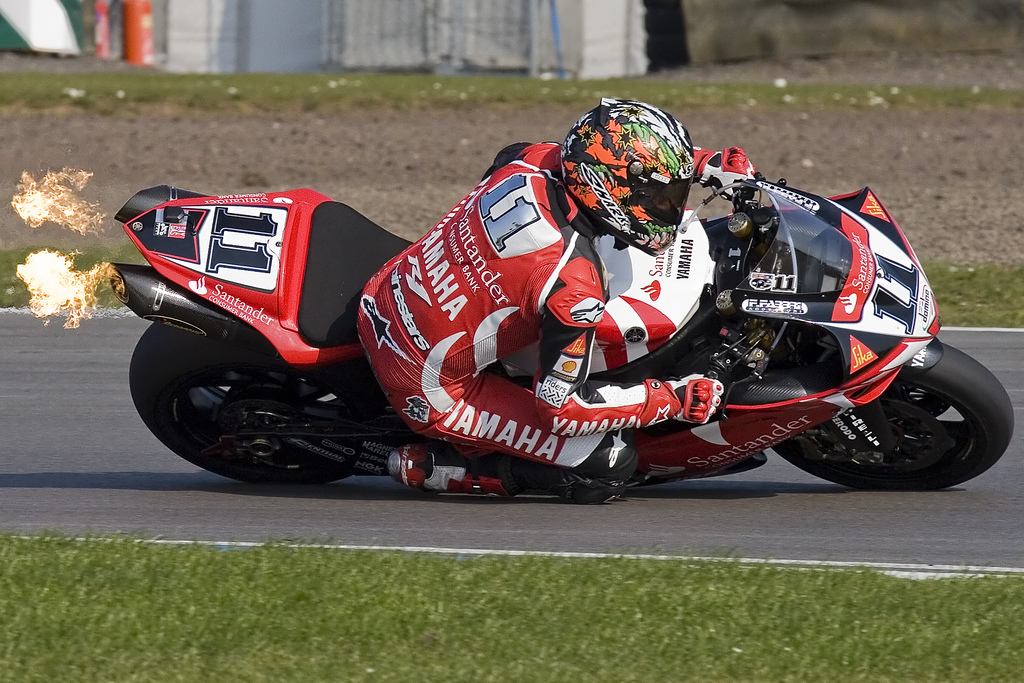
Troy Corser à Donington Park en 2007.

Troy Corser rejoint Suzuki et dispose d'une machine d'usine développée par le team Alstare de Francis Batta. Au début de la saison, Troy n'est pas dans les favoris qui sont les deux pilotes Ducati, James Toseland (le champion du monde 2004) et Régis Laconi (vice-champion du monde 2004), le pilote Honda Ten Kate, Chris Vermeulen et le japonais Noriyuki Haga.
Troy Corser remporte la deuxième course au Qatar puis, les 2 courses à Phillip Island, 2 courses à Valence et une course à Monza. Neuf ans plus tard, Troy Corser décroche son 2e titre en WSBK avec 8 victoires et 18 podiums ce qui sera sa plus belle saison au mondial Superbike.
Mais l'année suivante, Troy Bayliss revient au mondial Superbike chez Ducati et Troy Corser ne peut pas défendre son titre contre ce dernier, qui dispose d'une toute nouvelle machine. Troy termine quatrième au championnat et remporte deux victoires lors de cette saison.

## Années Yamaha (2007-2008)
Troy Corser s'engage chez Yamaha aux côtés de Noriyuki Haga. Il décroche 9 podiums mais aucune victoire car il devait être le Lièvre de Noriyuki Haga. Il a terminé la saison 2007 en 5e position derrière James Toseland, Noriyuki Haga qui perd le titre pour 2 points, Max Biaggi et Troy Bayliss.
En 2008, il termine encore une fois deuxième du mondial superbike derrière la Ducati 1098 F08 de Troy Bayliss qui achève sa carrière avec un troisième titre en mondial Superbike. À noter que Troy Corser n'a remporté aucune course encore une fois cette saison. Il quitte Yamaha fin 2008 sans remporter une moindre course et rejoint pour un ultime défi, BMW avec la S1000 RR qui arrive pour la première fois en Superbike.

## Fin de carrière avec BMW (2009 - 2011)
BMW arrive donc en championnat du monde Superbike avec pour ambition d'être au haut niveau. Pour cela, les bavarois ont recruté l'expérimenté Troy Corser et Ruben Xaus. Pour une première saison avec BMW, l'australien réalise une saison moyenne avec une 13e au classement final du WSBK.
Mais c'est l'année d'après où Troy Corser va décrocher les deux premiers podiums pour BMW et une nouvelle superpole (la 33e et dernière). Il achève la saison 2010 à la 11e place.
L'année 2011 sera sa plus mauvaise saison où il termine à la 15e place. À bientôt 40 ans, il décide donc de mettre fin à sa carrière de pilote moto mais reste avec BMW pour être l'ambassadeur de la marque munichoise. 

## Palmarès
- Champion du monde Superbike en 1996 avec Ducati et en 2005 avec Suzuki
- Champion du AMA Superbike en 1994
- Champion d'Australie Superbike en 1993
- Vice-champion du monde Superbike en 1995 (Ducati)
- En WSBK : 33 victoires, 130 podiums et 43 superpoles (record actuel)

Corser est l'unique pilote à avoir signé des pole positions et des podiums avec 6 constructeurs différents, et des victoires avec 3 constructeurs différents.

## Carrière en Superbike et en Grand Prix
| Cat.      | Année       | 1er GP              | 1er Pod        | 1re Vict.      | GP  | Vict. | Podiums | Pole position | Mtour | Titre |
| --------- | ----------- | ------------------- | -------------- | -------------- | --- | ----- | ------- | ------------- | ----- | ----- |
| Superbike | 1992 - 2011 | Phillip Island 1992 | Donington 1994 | Salisburg 1995 | 377 | 33    | 130     | 43            | 45    | 2     |
| 500 cm3   | 1997        | Shah Alam 1997      | -              | -              | 7   | -     | -       | -             | -     | -     |
| Total     | Depuis 1992 | Phillip Island 1992 | Donington 1994 | Salisburg 1995 | 384 | 33    | 130     | 43            | 45    | 2     |

## Carrière par saison
| Année | Cat.      | Moto           | GP  | Vict. | Podiums | Poles | Mtour | Pts    | Position |
| ----- | --------- | -------------- | --- | ----- | ------- | ----- | ----- | ------ | -------- |
| 1992  | Superbike | Yamaha         | 4   | 0     | 0       | 0     | 0     | 14     | 34e      |
| 1994  | Superbike | Ducati         | 8   | 0     | 5       | 0     | 2     | 90     | 11e      |
| 1995  | Superbike | Ducati         | 24  | 4     | 15      | 4     | 4     | 339    | 2e       |
| 1996  | Superbike | Ducati         | 24  | 7     | 13      | 5     | 9     | 369    | Champion |
| 1997  | 500 cm3   | Yamaha         | 7   | 0     | 0       | 0     | 0     | 11     | 23e      |
| 1998  | Superbike | Ducati         | 22  | 2     | 14      | 7     | 2     | 328,5  | 3e       |
| 1999  | Superbike | Ducati         | 26  | 3     | 13      | 5     | 6     | 361    | 3e       |
| 2000  | Superbike | Aprilia        | 26  | 5     | 8       | 4     | 4     | 310    | 3e       |
| 2001  | Superbike | Aprilia        | 25  | 2     | 10      | 3     | 4     | 284    | 4e       |
| 2003  | Superbike | Foggy Petronas | 24  | 0     | 0       | 0     | 0     | 107    | 12e      |
| 2004  | Superbike | Foggy Petronas | 22  | 0     | 1       | 2     | 0     | 146    | 9e       |
| 2005  | Superbike | Suzuki         | 23  | 8     | 18      | 4     | 7     | 443    | Champion |
| 2006  | Superbike | Suzuki         | 24  | 2     | 9       | 4     | 2     | 254    | 4e       |
| 2007  | Superbike | Yamaha         | 25  | 0     | 9       | 2     | 2     | 296    | 5e       |
| 2008  | Superbike | Yamaha         | 28  | 0     | 13      | 2     | 2     | 342    | 2e       |
| 2009  | Superbike | BMW            | 25  | 0     | 0       | 0     | 1     | 96     | 13e      |
| 2010  | Superbike | BMW            | 24  | 0     | 2       | 1     | 0     | 165    | 11e      |
| 2011  | Superbike | BMW            | 23  | 0     | 0       | 0     | 0     | 87     | 15e      |
| Total |           |                | 384 | 33    | 130     | 43    | 45    | 4042.5 |          |